# Konferenz der Vereinten Nationen über Umwelt und Entwicklung
Die Konferenz der Vereinten Nationen über Umwelt und Entwicklung (englisch United Nations Conference on Environment and Development, UNCED, auch englisch Earth Summit, ‚Erdgipfel‘ oder auch „Rio-Konferenz“) fand vom 3. bis 14. Juni 1992 im brasilianischen Rio de Janeiro statt. Sie gilt als Meilenstein für die Integration von Umwelt- und Entwicklungsbestrebungen und war seit der Konferenz der Vereinten Nationen über die Umwelt des Menschen in Stockholm 1972 die erste größere internationale Konferenz, die Umweltfragen in einem globalen Rahmen diskutierte.
Auch bezüglich der Beteiligung zivilgesellschaftlicher Organisationen an internationalen Prozessen setzte der Erdgipfel neue Maßstäbe. Insgesamt 2.400 Vertreter von nichtstaatlichen Organisationen (NGOs) nahmen an der Konferenz teil, weitere 17.000 Menschen beteiligten sich am parallel stattfindenden NGO-Forum.
Im Vorfeld der Konferenz verständigten sich die Vertragsstaaten des Antarktis-Vertrags auf ein Bergbauverbot, was eine  beginnende Abkehr vom kurz zuvor verabschiedeten Abkommen CRAMRA darstellte, in der Angst, dass die Vereinten Nationen bei der Konferenz ansonsten ein Regelungsregime für die Antarktis erlassen könnten. Die Entscheidung führte später zur Verabschiedung des Umweltschutzprotokolls zum Antarktis-Vertrag.
Wichtige Ergebnisse der UNCED sind die Agenda 21, die Biodiversitätskonvention, die Forest Principles (‚Waldgrundsatzerklärung‘), die Klimarahmenkonvention sowie die Rio-Erklärung über Umwelt und Entwicklung; außerdem wurde hier der Grundstein für das dann zwei Jahre später im Juni 1994 in Paris unterschriebene Übereinkommen der Vereinten Nationen zur Bekämpfung der Wüstenbildung gelegt (-> Desertifikationsbekämpfung auf der Rio-Konferenz).
Im Nachfolgeprozess der Rio-Konferenz wurde die Kommission für Nachhaltige Entwicklung (Commission on Sustainable Development, CSD) gegründet, die den Umsetzungsprozess der Konferenzergebnisse überwacht.
Als Nachfolgekonferenzen fanden 1997 die Konferenz Rio+5 in New York und 2002 der Weltgipfel für nachhaltige Entwicklung in Johannesburg statt. Vom 20. bis 22. Juni 2012 fand mit Rio+20 erneut ein Gipfeltreffen in Brasilien statt, das unter dem Titel Konferenz der Vereinten Nationen über nachhaltige Entwicklung lief.
Ein Ereignis auf der Konferenz war 1992 auch die Rede der zwölfjährigen Severn Suzuki vor dem Gremium, in der sie versuchte, die Bedeutung einer umweltfreundlichen und nachhaltigen Welt für die Entwicklung der Kinder ihrer Generation herauszustellen.